# Tabula a Cutheis
Tabula a Cutheis, punim naslovom Summa historiarum tabula a Cutheis: De gestis civium Spalatinorum, fragmentarno sačuvana kronika iz 14. stoljeća, poimenice nepoznatog autora iz obitelji Cutheis. Djelo je važan izvor za povijest Splita i Trogira.
Povjesničar Franjo Rački je autorstvo kronike pripisao splitskom nadbiskupu Marinu a Cutheisu, kojeg su građani Splita izabrali za nadbiskupa 1402. godine. Rukopis je napisan oko 1388. godine, a počinje s opisom epidemije kuge u Splitu 1348. godine, nakon čega obrađuje svečani ulazak Hugolina de Branca u grad i njegovo nadbiskupsko djelovanje. Dalje opisuje oslobođenje Splita i Trogira od mletačke vlasti 1357. godine, a nastavlja s drugim gradskim događajima iz druge polovice 14. stoljeća. Osim o povijesti Splita i okolice, kronika se dotiče i događaja iz Bosne, donosi vijesti o patarenima, a spominje i bitku na rijeci Marici iz 1371. godine te prodor Osmanlija na Balkan.

## Vanjske poveznice
- Cutheis Hrvatska enciklopedija
- A Cutheis Proleksis enciklopedija
- Cutheis Hrvatski biografski leksikon